# Pray to God
«Pray to God» —literalmente en español: «Ruega a Dios»— es un sencillo realizado por el disc-jockey y productor musical británico Calvin Harris, con la colaboración de la banda femenina estadounidense Haim. Se publicó el 6 de marzo de 2015 como el sexto sencillo desprendido del cuarto álbum de estudio de Harris, Motion. En el Reino Unido logró ubicarse entre los primeros 40, siendo el primero desde 2010 que no logra posicionarse entre los diez primeros. Mientras, en Australia, ocupó la décima ubicación obteniendo la certificación de oro.

## Vídeo musical
El vídeo musical fue dirigido por Emil Nava y estrenado el 11 de febrero de 2015. El vídeo muestra a Haim con ropa negra en una variedad de entornos naturales, incluyendo las montañas cubiertas de nieve y el bosque, rodeado por animales tales como lobos, conejos, osos, águilas y leones. Harris no aparece en el vídeo.

## Créditos
Créditos adaptados de las notas de Motion.
- Calvin Harris - instrumentos, producción, composición de canciones.
- Haim - composición de canciones, voces.
- Danielle Haim - guitarra.
- Chris Galland - asistencia de mezcla.
- Manny Marroquin - mezcla.
- Mike Marsh - masterización.
- Ariel Rechtshaid - producción adicional, teclados.

## Lista de canciones
| Sencillo en CD |                                                                           |          |  |
| N.º            | Título                                                                    | Duración |  |
| 1.             | «Pray to God»                                                             | 3:54     |  |
| 2.             | «Pray to God» (Calvin Harris vs Mike Pickering Haçienda Remix Radio Edit) | 3:44     |  |

| Descarga digital – versión remezclada extendida |                                                                |          |  |
| N.º                                             | Título                                                         | Duración |  |
| 1.                                              | «Pray to God» (Calvin Harris Vs Mike Pickering Haçienda Remix) | 7:33     |  |

| Descarga digital – remezclas |                                                                |          |  |
| N.º                          | Título                                                         | Duración |  |
| 1.                           | «Pray to God» (R3hab Remix)                                    | 4:31     |  |
| 2.                           | «Pray to God» (Calvin Harris vs Mike Pickering Hacienda Remix) | 3:43     |  |

## Posicionamiento en listas y certificaciones
| País           | Lista (2015)            | Mejor posición |
| -------------- | ----------------------- | -------------- |
| Alemania       | Media Control AG        | 23             |
| Australia      | ARIA Singles Chart      | 10             |
| Austria        | Ö3 Austria Top 75       | 15             |
| Bélgica        | Ultratip (Flandes)      | 2              |
| Bélgica        | Ultratop 50 (Valonia)   | 36             |
| Canadá         | Canadian Hot 100        | 68             |
| Escocia        | Scottish Singles Top 40 | 17             |
| Eslovaquia     | Singles Digitál Top 100 | 59             |
| Estados Unidos | Pop Songs               | 27             |
| Estados Unidos | Hot Dance Club Songs    | 31             |
| Estados Unidos | Dance/Electronic Songs  | 8              |
| Francia        | SNEP Singles Chart      | 59             |
| Hungría        | Single Top 40           | 15             |
| Irlanda        | Irish Singles Chart     | 21             |
| México         | Monitor Latino          | 20             |
| Noruega        | VG-lista                | 35             |
| Nueva Zelanda  | NZ Top 40 Singles Chart | 39             |
| Países Bajos   | Dutch Top 40            | 25             |
| Reino Unido    | UK Singles Chart        | 35             |
| Reino Unido    | UK Dance Chart          | 7              |
| Suecia         | Sverigetopplistan       | 71             |
| Suiza          | Schweizer Hitparade     | 61             |

| País        | Organismo certificador | Certificación | Ventas  | Ref.   |
| ----------- | ---------------------- | ------------- | ------- | ------ |
| Australia   | ARIA                   | Platino       | 70 000  | [ 30 ] |
| Reino Unido | BPI                    | Plata         | 200 000 | [ 31 ] |